# Jean-Andoche Junot
Jean-Andoche Junot (Bussy-le-Grand, Côte-d’Or, 1771. szeptember 24. – Montbard, Côte-d’Or, 1813. július 29.) a francia katonatiszt, Napoléon Bonaparte tábornok adjutánsa, a forradalmi háborúk és a napóleoni háborúk tábornoka, 1807-től Abrantes hercege (franciául: duc d’Abrantès). 1813-ban rövid ideig az Illír tartományok francia főkormányzója.

## Élete

### Ifjúsága
Paraszti családból származott. Jogtudományt tanult Dijonban, de a francia forradalom után, 1791-ben beállt katonának a Côte-d’Or-i önkéntes zászlóaljba. Az osztrákok ellen vívott La Glisuelle-i csatában (1792. június 11-én) egy kardvágástól megsebesült. A gránátosok őrmestereként került Toulonba.

### Bonaparte segédtisztje
1793-ban Toulon ostrománál találkozott Napoléon Bonaparte tábornokkal, aki maga mellé vette titkárnak, majd segédtisztnek. E minőségében Junot elkísérte a tábornokot az 1796–1797-es itáliai hadjáratba, és 1798–1799 között a egyiptomi–szíriai hadjáratba is.
Bonaparte tábornok 1799-ben hazatért Franciaországba, hogy államcsínnyel megdöntse a direktóriumot. Parancsára Junot is elindult vissza, de a hazaúton a brit flotta elfogta. Csak 1800. június 14-én érkezett vissza Párizsba, így nem kísérhette el Bonapartét a második itáliai hadjáratba. 1800. július 27-én Napoléon Bonaparte, a köztársaság első konzulja Junot-t nevezte ki Párizs helyőrségének parancsnokává.

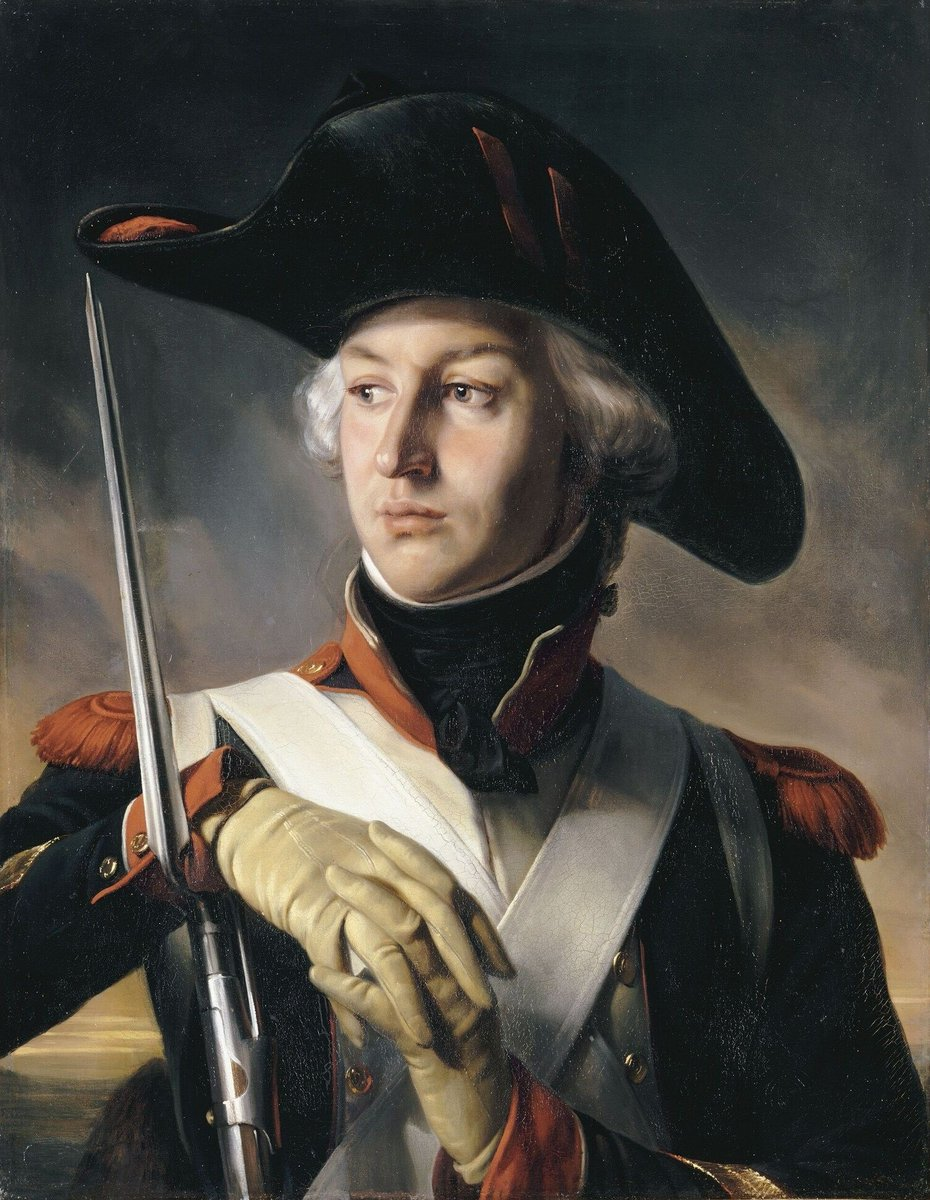
Junot 1792-ben, gránátosi egyenruhában
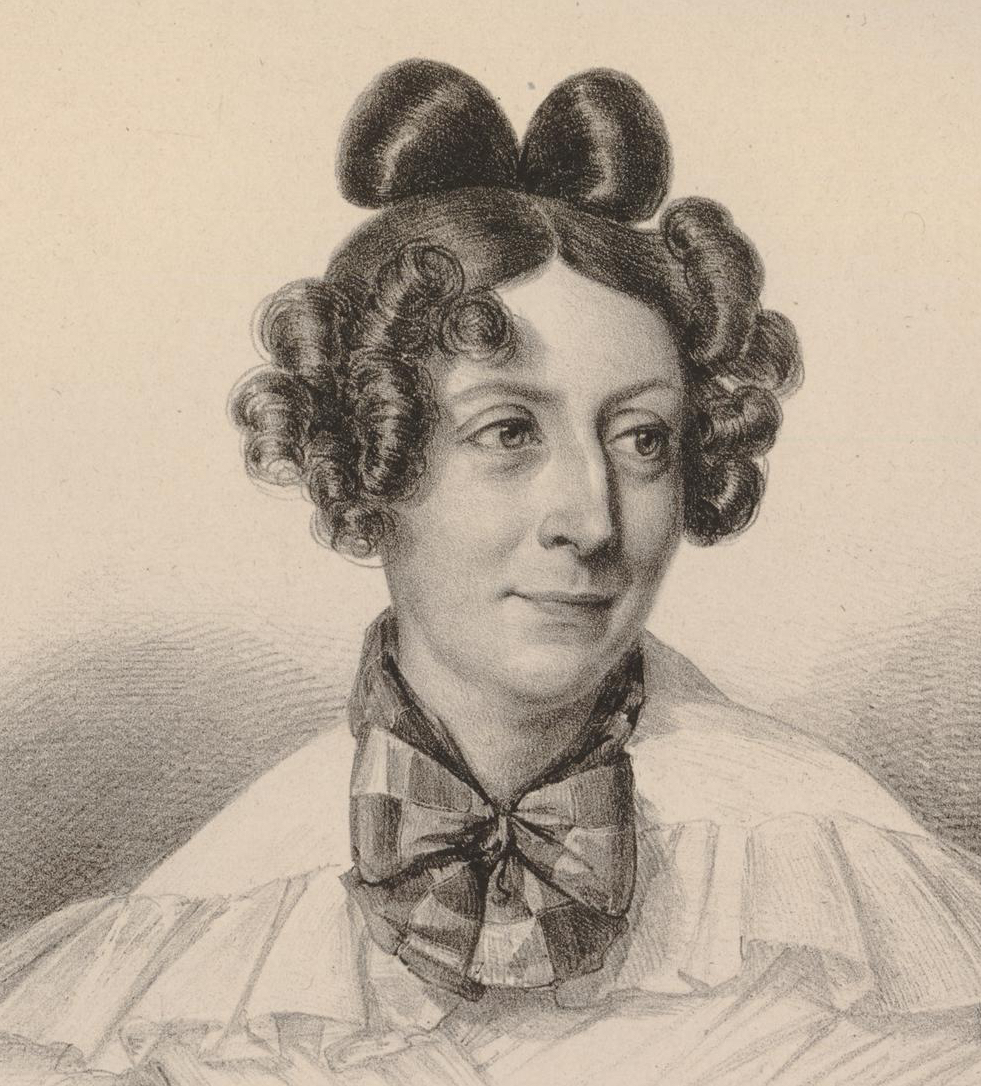
Felesége, Laure-Adelaide Constance de Permon
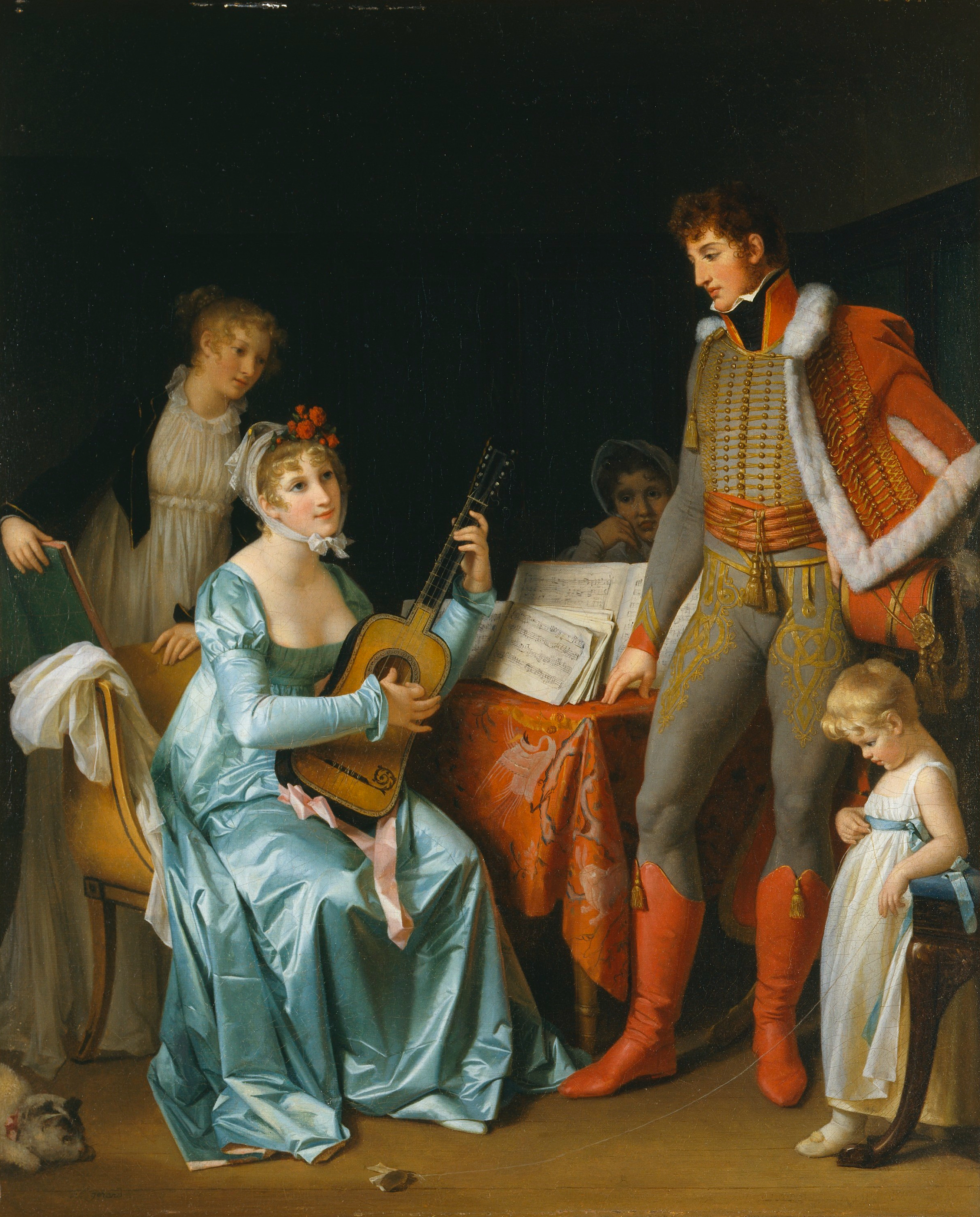
Junot tábornok és felesége, Laure-Adelaide

1800. augusztus 30-án Junot feleségül vette Laure-Adelaide Constance de Permon-t (1784–1838), a korabeli párizsi aranyifjúság tagját, divatos költő- és írónőt.

### Egyszer fenn, egyszer lenn
1801-ben dandártábornokká léptették elő. Közelebbről nem ismert kihágásai miatt azonban elvesztette Bonaparte feltétlen bizalmát. 1804-ben a könnyű lovassági fegyvernem vezénylő tábornokává (colonel général des hussards).. Ugyanebben az évben Junot megkapta a Francia Becsületrend 2. (lovag-parancsnoki) fokozatát. De a császár 1804-ben kihúzta a nevét a francia tábornaggyá (maréchal de France) kinevezendők kistájáról. A csalódott Junot meggondolatlanul hangot adott elégedetlenségének, erre a császár 1805 márciusában eltávolította az udvartól és Portugáliába küldte nagykövetnek.
A harmadik koalíciós háborúra készülve Junot-t hamarosan visszavezényelték a hadsereghez. 1805. december 2-án kitüntetéssel harcolt az austerlitzi csatában, de a császártól most sem kapta meg az elvárt elismerést, a marsalli kinevezést. Ismét konfliktusba került a császárral. Jacques-Rose Récamier bankárnak és feleségének, az ellenzéki értelmiséget maga köré gyűjtő, rendőri megfigyelés alatt álló Juliette Récamier-nek védelmezőjeként kompromittálta magát. A „megtévedt” tábornokot Napóleon Parmába küldte, hogy ott leverjen egy lázadást.
Feladatát elvégezve visszatért Párizsba. 1806. július 19-én Napóleon ismét kinevezte Párizs katonai kormányzójává. A becsvágyó Caroline Bonaparte, Napóleon húga, Murat marsall felesége őt is befolyása alá vonta, más kulcspozícióban lévő politikusokhoz, Talleyrand-hoz és Fouché-hoz hasonlóan. 1807-ben Junot óvatlanul megszellőztette viszonyukat. Kegyvesztetté vált, a császár eltávolította az udvarból, ezúttal a Portugália elleni hadjáratba küldte.

### A félszigeti háborúban

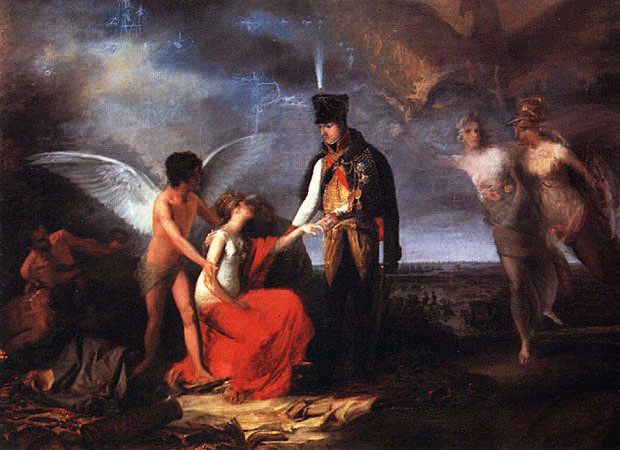
Junot, mint „Lisszabon megmentője” (Domingos Sequeira festménye)

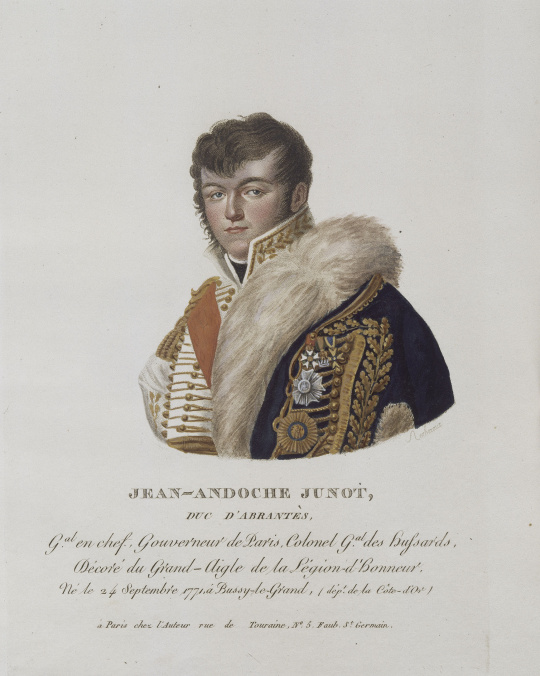
Junot tábornok, Abrantes hercege

Kinevezték a Salamanca mellett állomásozó francia és spanyol csapatok parancsnokává, amelyeket a fontainebleau-i spanyol–francia szerződés értelmében Portugália megszállására állítottak fel és képeztek ki. 1807 októberében Junot ezekkel a csapatokkal bevonult Portugáliába. Rendkívüli nehézségek leküzdése mellett november 24-én elfoglalta Abrantes városát, és november 30-án bevonult Lisszabonba. A sikeres hadműveletért a császár 1808. március 19-én Abrantes hercege (duc d’Abrantès) címet adományozta.
1808. augusztus 21-én a Arthur Wellesley tábornok (a későbbi Wellington herceg) vezette brit expedíciós csapatok ellen vívott vimeirói csatában Junot serege vereséget szenvedett. Augusztus 30-án Sintra városában a tábornok megegyezett a brit parancsnokokkal. A sintrai (cintrai) szerződés értelmében a francia megszálló csapatok elhagyhatták Portugáliát, a szerzett hadizsákmányt is megtarthatták, és a csapatokat a brit hadiflotta hajói szállították Franciaországba. A hazaérkező francia csapatok már a következő évben, a Spanyolország elleni háborúban ismét bevetésre kerültek. (A vimeirói brit győzelem kiaknázásának, a francia–spanyol seregtest megsemmisítésének elmulasztása miatt Wellesley tábornokot és parancsnoktársait hazarendelték, hadi törvényszék elé kerültek, és – bár felmentették őket – közülük csak Wellesley kapott később újabb parancsnoki megbízást).
Junot tábornokot (már Abrantes hercegeként) 1809-ben ismét Spanyolországba küldték, itt részt vett Zaragoza ostromában. Az 1809-es ötödik koalíciós háborúban a németországi fronton a tartalék hadtestet vezényelte. 1810-ben ismét a spanyolországi háborúba küldték, André Masséna tábornok parancsnoksága alá, akivel rossz viszonyban állt. A hadjárat kudarcnak bizonyult, 1811. január 19-én a Rio Mayor folyó melletti csatában Junot-t puskagolyó találta el a homlokán. Súlyosan megsebesült, hazaszállították Franciaországba, életben maradásához kevés reményt fűztek.

### Az orosz hadjáratban
Mégis felgyógyult, és 1812-ben ismét szolgálatba állt. Az oroszországi hadjáratban a VIII. császári hadtest, a vesztfáliai királyi csapatok parancsnokságával bízták meg. Augusztus 18-19-én a véres valutyinói csatában Junot csapatainak hátba kellett volna támadniuk a megroppant orosz erőket, de Junot megtagadta a támadási parancsot, még Murat személyes utasítása ellenében is. Tétlensége miatt jelentős orosz erők kerülték el a megsemmisítést vagy fogságba esést. Napóleon nyomban leváltotta a parancsnokságról, döntésképtelenség és parancsnoki alkalmatlanság miatt. A döntés és indoklása bekerült a Grande Armée hadinaplójába. Junot minden reakció nélkül fogadta a megaláztatást. Ekkor tapasztalták rajta a viselkedés-zavar első nyilvánvaló tüneteit. Az 1812. szeptember 17-i borogyinói csatában viszont dicséretesen helytállt a VIII. hadtest élén. Nem ismeretes, hogy kezdődő elmebetegségét a valutyinói ütközet szörnyű emberveszteségével való szembesülés, vagy korábbi hadszíntéri fejsérülései, vagy más okok idézték-e elő.

### Utolsó éve

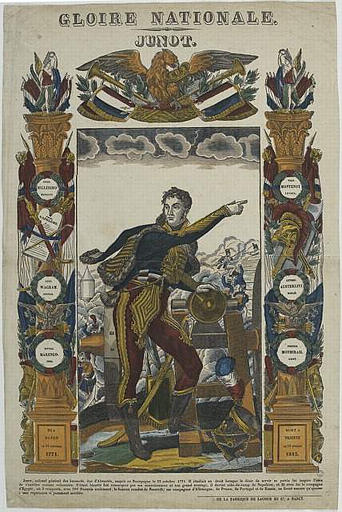
Junot képe egy 1835-ös újság címlapján

1813. február 20-án Napóleon elvette tőle a hadtest-parancsnokságot, de még egy utolsó megbízást adott neki: kinevezte őt az 1809-ben megszervezett Illír tartományok főkormányzójává (gouverneur général). Betegsége súlyosbodott, kitörései sűrűsödtek, egy alkalommal ruhátlanul jelent meg egy bálon, pusztán kitüntetéseit viselve. Szigorú felügyelet alatt hazaszállították apjától örökölt házába, a dél-franciaországi Montbard-ba. 1813. július 29-én elmezavarában kiugrott az ablakon és meghalt. Montbard temetőjében nyugszik.
Özvegye, Laure-Adelaide Junot, Abrantes hercegnéje, maga is excentrikus személyiségű író- és költő, a császárság bukása után elvesztette udvarhölgyi státusát. Adósságait nehezen törlesztette, 1828-ban (sok más után) az ifjú Honoré de Balzac szeretője lett. Balzac támogatásával megírta emlékiratait, melyeket 1831 és 1835 között 18 kötetben adtak ki. Irodalmi sikerei ellenére szegénységben hunyt el 1838-ban. A párizsi Montmartre-i temetőben nyugszik.[forrás?]